# Cádiz (Gerichtsbezirk)
Der Gerichtsbezirk Cádiz ist einer der 14 Gerichtsbezirke in der spanischen Provinz Cádiz.
Der Bezirk umfasst die Gemeinde Cádiz auf einer Fläche von 12,30 km² mit dem Hauptquartier in Cádiz.